# Vulkanski krater
Vulkanski krater je odprtina, ki nastane ob izbruhu ognjenika. Navadno so kraterji bolj ali manj pravilnih krožnih oblik, v sredini pa je različno globoka odprtina. Zelo veliki kraterji se običajno imenujejo kaldere. Kraterji aktivnih ognjenikov imajo v središču magmo, ugasli ognjeniki pa zemljo ali vodo. Kraterji lahko nastanejo z eksplozijo nakopičene magme, lahko pa nastanejo s sesedanjem staljenega materiala v ognjeniško sredino. V prvem primeru taki kraterji največkrat nastanejo v goratih področjih in so bolj pravilnih oblik. V drugem primeru pa taki kraterji nastanejo na zemeljskih prelomnicah in imajo bolj nepravilne oblike.
Vulkanski kraterji so bili najdeni tudi drugje v Sončevem sistemu, in sicer na Luni, Marsu, Veneri in Ii.